# .hack
.hack es una franquicia multimedia japonesa que engloba dos proyectos: Project .hack y .hack Conglomerate. Ambos fueron creados principalmente por CyberConnect2 y Bandai. La serie continúa desarrollándose a través de diversos formatos como videojuegos, anime, manga, novelas ligeras, etc. La historia gira en torno a The World, un MMORPG (videojuego de rol multijugador masivo en línea).

## La historia
En el año 2005 Un virus llamado Pluto Kiss deja a todo el mundo sin internet dos años. Tiempo después, con la existencia de un solo SO llamado Altimit, aparece el juego MMORPG "The World" que aprovecha la Realidad Virtual para jugar. Dentro del juego existen unas IAs que intentarán no ser borradas por los administradores. Además los personajes intentarán encontrar unos objetos "del Crepúsculo" que tendrían la capacidad de alterar las bases del Juego.

## Títulos
| Título                        | Tipo de material        |
| ----------------------------- | ----------------------- |
| .hack//AI Buster              | Novela                  |
| .hack//SIGN                   | Anime y 2 OVAs          |
| .hack//Zero                   | Novelas                 |
| .hack//Infection              | Juego de PlayStation 2  |
| .hack//Mutation               | Juego de PlayStation 2  |
| .hack//Outbreak               | Juego de PlayStation 2  |
| .hack//Quarantine             | Juegos de PlayStation 2 |
| .hack//Liminality             | 4 OVAs                  |
| .hack//Legend of the Twilight | Manga y Anime           |

## Contexto

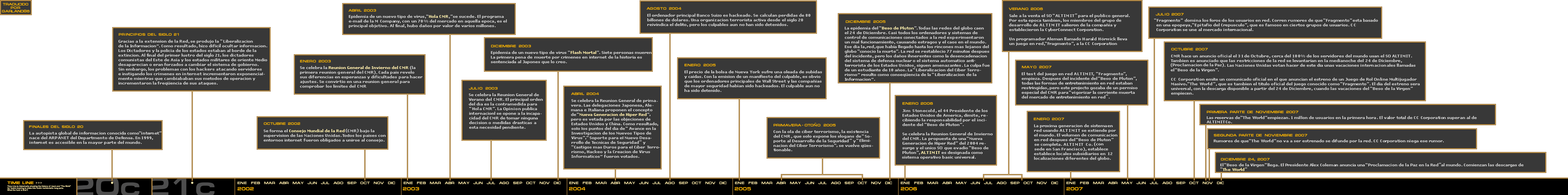
Timeline desde finales del hasta diciembre de 2007.

A principios del siglo XXI, Internet se ha extendido por todo el mundo y es accesible para cualquiera. Debido a esto, el número de virus y ataques por la Red se dispara. En un intento de contrarrestar esa situación, se crea el Consejo Mundial de la Red, (CMR), bajo la supervisión de las Naciones Unidas; pero todo es en vano, los ataques y los virus siguen asolando la Red.
El 24 de diciembre de 2005 un nuevo virus, el Beso de Plutón, ataca la red: todos los sistemas caen, todos los sistemas conectados a Internet se descontrolaron e incluso el sistema de defensa nuclear de Estados Unidos está a punto de atacar. La Red se restaura 77 minutos después, pero se restringe el acceso a Internet hasta el 24 de diciembre de 2007, fecha en la que sale a la venta The World. El juego cosecha un gran éxito en todo el mundo, debido a su gran realismo y libertad de movimientos que ofrece, y por tener la opción de jugar con un FMD, unas gafas que permiten meterse de lleno en el juego y jugarlo como si fuera real. También contribuye a ello el hecho de ser el único juego disponible en ese momento.

## Project .hack
Project .hack fue la primera generación de .hack, fue lanzada en el 2002 con un juego de PlayStation 2, .hack//Infection y el anime .hack//SIGN.

### Historia principal

#### .hack//AI Buster
- .hack//AI Buster es una novela que trata de un debugger llamado Albireo, que fue beta tester de Fragmento, versión beta de The World. Albireo se encuentra con una AI con aspecto de niña llamada Licorys, pero está incompleta. A partir de entonces Albireo se dedicará a buscar las partes necesarias para completarla.

- .hack//AI Buster 2 es una colección de historias cortas que se encuentran varias historias con diferente situación cronológica: La situación de Haruka Muzuhara, Wotan's Spear, Kamui, Rumor y Firefly.

- Haruka Muzuhara esta es la historia que vivió Haruka con Albireo en .hack//AI Buster, pero narrada desde la perspectiva de Haruka, haciéndose pasar por una novata para saber más acerca de Albireo, su lanza y The world.
- Wotan's Spear es continuación de la historia narrada por .hack//AI Buster, en ella el protagonista sigue siendo Albireo, que investigará unos raros acontecimientos cuyo factor común es Tsukasa un pequeño wavemaster.
- Kamui cuenta la historia de Kamui, que se hace cargo de los Caballeros de Cobalto después de la segunda crisis de la red.
- Rumor cuanta la historia de Brigit, una blademaster que se plantea si vale la pena o no continuar jugando en The World hasta que encuentra un extraño personaje que le habla de los legendarios .hackers.
- Firefly narra la primera aventura de Hotaru en el servidor japonés de The World.

#### .hack//SIGN
.hack//SIGN es un anime donde se cuenta la historia de Tsukasa, un jugador que no es capaz de desconectarse del juego The World.

#### Juegos de .hack
Cuatro videojuegos de PlayStation 2 que siguen la historia de un jugador novato, Kite, durante su primer contacto con el juego, acompañado de su amigo de instituto Orca, que es atacado por un extraño monstruo que persigue a una chica. Debido a este ataque, Yasuhiko, el jugador de Orca queda en coma. A partir de ahora Kite y otros miembros que se le unirán, en conjunto denominados "Hackers", se dedicarán a buscar la forma de salvar a todas las víctimas del coma por parte del juego.
Los juegos son, en orden de lanzamiento, .hack//Infection, .hack//Mutation, .hack//Outbreak, .hack//Quarantine.

#### .hack//Liminality
Cada juego fue lanzado empaquetado junto a un OVA de 45 minutos que conformarían la serie .hack//Liminality, los cuales cuentan los sucesos que van sucediendo en el mundo real paralelamente a los hechos de cada juego, mientras los "Hackers" intentan resolver los misterios en The World. Narra el intento de tres chicas y un exdirectivo de la CC Company, la compañía que comercializa The World, en recuperar a los jugadores en coma.

#### .hack//Zero
.hack//Zero es una novela que explica la historia de Curl junto a Sieg y Alf. Esta parte pone un poco en conocimiento que algo empieza a fallar en The World, sus programadores empiezan a dimitir al ver fallos, y aparece una niña extraña en el juego, que es perseguida por un Player Killer.

#### .hack//Another Birth
.hack//Another Birth es una novelización de los videojuegos desde el punto de vista de BlackRose, la compañera de Kite.

#### .hack//Legend of the Twilight (manga)
.hack//Tasogare no udewa densetsu (.hack//黄昏の腕輪伝説?), o también .hack//Legend of the Twilight, llamado .hack//La Leyenda del Brazalete de la Oscuridad en Argentina y simplemente .hack en España, es un manga que ocurre cuatro años después de los juegos. Trata de cómo dos hermanos mellizos de 14 años (Shugo y Lena), ganan un concurso y consiguen dos cuentas de usuario (Kite y Black Rose) para el juego de red en línea más realista del momento, 'The World' con avatares especiales (un Avatar consiste en un personaje jugable) basados en unos supuestos jugadores de leyenda que formaron un grupo llamado .hackers y arreglaron un gran error del juego que hacía que algunos jugadores entraran en coma mientras jugaban hace 4 años.
Como en todo juego de rol los jugadores empiezan con un nivel 1 y durante la historia van conociendo gente, adquiriendo información sobre 'The World' y subiendo nivel mientras cumplen quests (misiones que crean los administradores para entretener a los jugadores).
En esta parte de la historia, Shugo recibe el brazalete de Kite de Aura, y más tarde se encuentra con una extraña IA llamada Zeffie, que dice ser hija de Aura, por lo que Shugo y compañía deciden ayudar a Zeffie a buscar a su madre.
A la vez que esto sucede se va desarrollando una misteriosa trama paralela en la que se mezclan los .hackers, los administradores y moderadores del juego, los directivos de la empresa que da acceso al juego, un misterioso brazalete que le entregan a Kite y el misterioso ente de inteligencia artificial llamado Aura.

### Otras historias

#### .hack//4koma
Tiras cómicas en clave de humor en las que aparecen distintos personajes de todas las series .hack, principalmente de las dos sagas de videojuegos.

#### .hack//XXXX
.hack//mexico
 (X Forth) es un manga que se publica en la revista mensual .hack//G.U.: The World. Basado en el concepto original de Hiroshi Matsuyama y escrito e ilustrado por Megane Kikuya, el manga adapta la historia de los cuatro juegos. El manga incorpora nuevos personajes secundarios y grandes variaciones, como la aparición de Cubia como un PJ normal.

#### .hack//Legend of the Twilight (anime)
.hack//Legend of the Twilight (.hack//黄昏の腕輪伝説?) es un anime adaptado del manga del mismo nombre, en los que los protagonistas eran los hermanos, Shugo y Lena, que consiguen unos avatares de los .hackers, a diferencia de este, aquí Shugo y Lena deben lidiar con unos jugadores que se dedicaban a crear Data Bugs.

#### .hack//Gift (OVA)
Un OVA que muestra a los personajes de .hack en SD (super deformed). Se lanzaron 500 copias, las cuales la podían obtener aquellos primeros que enviaran una muestra de la compra de los 4 juegos. En el OVA se muestra como Helba crea un stage con una fuente de aguas termales y los invita a todos a pasar el día allí.

### Trabajos relacionados

#### .hack/Enemy
Un juego de cartas coleccionables creado por Decipher, Inc.

#### .hack//Frägment
Es un juego en línea basado en la primera saga de videojuegos, en el no hay una trama definida, es tan solo una aparición continua de personajes aparecidos en .hack//SIGN, .hack//Infection, .hack//Mutation, .hack//Outbreak, .hack//Quarantine y .hack//Legend of the Twilight. Los servidores en línea ya no están activos, pero se puede continuar jugando offline.

## .hack Conglomerate
.hack Conglomerate es la secuela de Project .hack. El grupo de compañías detrás de la segunda parte de la serie, aunque no se ha formado un verdadero conglomerado, son: Victor Entertainment, Nippon Cultural Broadcasting, Bandai, TV Tokyo, Bee Train y Kadokawa Shoten.

### Historia principal

#### .hack//Roots
.hack//Roots es un anime de 26 capítulos que narra la historia de Haseo junto con Shino y Ovan en la guild conocida como la Brigada del Crepúsculo.

#### .hack//G.U.
.hack//G.U. es una serie de 3 videojuegos para Playstation 2, donde Haseo, un PKK (Player Killer Killer), intenta vencer a TriEdge, para salvar a Shino, y encontrar a Ovan para exigir respuestas. A lo largo de la trama se descubre que todos los eventos están relacionados con AIDA.

#### .hack//Cell
.hack//Cell es una novela en la que se narra la historia de Midori, una GettHitter que encontró a TriEdge y logró escapar. A partir de entonces Haseo comenzará a perseguirla para conseguir información.

#### .hack//GnU
.hack//GnU es un manga humorístico compuesto de pequeñas historias que explican las aventuras de un grupo de amigos de la guild Moon Tree, una de las principales guilds de The World R:2. Se publica en la revista .hack//G.U. The World.

#### .hack//Alcor
.hack//Alcor es otro de los mangas publicados en la revista .hack//G.U The World, en este la protagonista es Yuasa, usando su actual personaje Sophora, quien recuerda los tiempos cuando era miembro de Canard en ese entonces, llamada Nanase cuyo personaje era un Twin blade con un gran parecido a su amiga Yowkow y Silabus y enamorada de este último. En este manga puede verse a Yowkow cuando era campeona de la Arena, antes de ser vencida por Endrance.

#### Online Jack
Online Jack son una serie de reportajes que se muestran en los mismos juegos, son tres reportajes por juego, lo que hace un total de nueve reportajes. En ellos se cuenta la investigación de Salvador Aihara sobre el Doll Síndrome.

#### .hack//Link
Un manga que ocurre tres años luego del final de .hack//G.U. en una nueva versión de The World, The World R:X. Se enfoca en un jugador llamado Tokio y una misteriosa estudiante de intercambio llamada Saika.

### Otras historias

#### .hack//G.U. +
Otro manga que aparece en la revista de .hack//G.U The World. Este manga trata la historia de los tres volúmenes de .hack//G.U.. En él, Haseo busca la forma de hacer que Shino se recupere. Este manga introduce muchas variaciones respecto a los videojuegos, por eso es considerado non-canon. Aunque en realidad se hizo para no hacer spoilers del juego.

#### .hack//G.U. Trilogy
Una adaptación en CG de los juegos .hack//G.U.
Es la historia de lo que sucede después de .hack//Roots (Anime).

#### .hack//Quantum
Serie lanzada en 3 episodios en formato OVA, que sigue a tres jugadores: Sakuya, Tobias, y Mary, a medida que juegan la versión más reciente del MMORPG de The World: The World R:X, creado por CyberConnect Corporation.